# Земля обітована (мемуари)
«Земля обітована» — мемуари 44-го президента США Барака Обами, опубліковані 17 листопада 2020 року. Це перша книжка із запланованої двотомної серії. У цих президентських мемуарах, зосереджених на політичній кар'єрі, описано життя Обами від дитинства до подій навколо ліквідації Осами бен Ладена в травні 2011 року. Книжка має 768 сторінок і доступна в цифровому форматі, м'якій та твердій обкладинках. Її було перекладено двома десятками мов. Крім того, існує видання у форматі аудіокнижки тривалістю 28 годин, яке начитав сам Барак Обама.
Книжка отримала багато рецензій і ввійшла до списків найкращих за підсумками року видань The New York Times, The Washington Post і The Guardian. Вона мала неабиякий комерційний успіх і станом на 7 лютого 2021 року десять тижнів поспіль була бестселером у жанрі нон-фікшн за версією газети New York Times. Книжку дуже очікували, і за два місяці до її виходу The New York Times зазначила, що вона «майже напевне» стане лідером продажів за підсумками року, хоча й вийде в середині листопада.

## Передісторія
Раніше Барак Обама вже видав був два бестселери. Мемуари «Мрії мого батька: історія про расу та спадковість» вийшли друком 1995 року у видавництві Times Books, а політичну книжку «Сміливість надії: думки про повернення американської мрії» опублікувала 2006 року в усьому світі Crown Publishing Group.
«Земля обітована» вийшла через два роки після книжки спогадів першої леді Мішель Обами «Становлення», що стала бестселером, і яку також опублікували Crown 13 листопада 2018 року. Кожен президент починаючи з Гаррі Трумена (за винятком Джона Кеннеді через його передчасну смерть і Джорджа Буша-старшого) випускав повноформатні мемуари. Обама писав мемуари понад 3 роки, а це довше за всіх попередників. Попереднім президентом, який утримував рекорд тривалості між відставкою та публікацією мемуарів, був Річард Ніксон. Обама зізнався, що спочатку мав намір «написати за рік 500-сторінкові мемуари», а в підсумку вийшла книга на 700 сторінок і 3 витрачені роки.

## Зміст
Після оголошення про публікацію книжки Обама написав у твіттері, що прагне «надати чесний звіт про моє президентство, сили, з яким ми протистоїмо як нація, і нашу здатність владнати власні розбіжності та змусити демократію працювати для всіх».

### Резюме
Мемуари, лейтмотивом яких є політичне життя Обами, починаються з його дитинства, докладно описують перші кампанії та охоплюють більшу частину першого президентського терміну. Книжка завершується подіями навколо ліквідації Осами бен Ладена в травні 2011 року, а її фінальна сцена — зустріч Обами з морськими котиками, які проводили рейд. Хоча книжка і зосереджена на політиці, приблизно перші її 200 сторінок присвячені життю та кар'єрі Обами в Чикаго.

### Основні моменти

#### Коледж
Описуючи своє навчання в коледжі у 1980-х роках, Обама зізнався, що Карла Маркса, Мішеля Фуко та Герберта Маркузе він читав для того, щоб справити враження на потенційних обраниць. Обама згадував: «соромно визнавати, якою мірою мої інтелектуальні зацікавлення в перші два роки коледжу відповідали зацікавленням різних жінок, з якими я намагався ближче познайомитися». Обама оцінив свою лектуру в коледжі як «стратегію клеїти дівчат, мій псевдоінтелектуалізм виявився майже нічого не вартим».

#### Характеристики інших політиків
Обама дає добрі характеристики багатьом співробітникам та іншим політикам, що їх зустрічав на початку кар'єри та під час президентства. В огляді для New York Times Чімаманда Нґозі Адічі зазначила, що «прихильність Обами до свого найближчого оточення в перший термін» є «зворушливою» і що, характеризуючи інших, він «обертає людей на героїв». У мемуарах схвально згадано Клер Маккаскілл, яка «голосувала як підказує совість» за DREAM Act, Тіма Гайтнера за вміння дати раду фінансовій кризі 2007—2008 років, а також багатьох інших.
Натомість Обама критикує деяких колег-світових лідерів, наприклад, пише, що «сатиричний образ чоловічої сили» Володимира Путіна це наслідок свого роду «вибагливості підлітка в інстаграмі». Обама характеризує прем'єр-міністра Великої Британії Девіда Кемерона як людину з «безтурботною впевненістю того, хто ніколи не бував у життєвій скруті».

#### Нобелівська премія
Деякі рецензенти прокоментували реакцію Обами на отримання Нобелівської премії миру 2009 року, який у книжці пише, що його проста відповідь була «за що?». Докладнішу відповідь Обама дав по прибуттю до Осло на церемонію вручення Нобелівської премії: «Сама думка, що я чи будь-хто інший здатен упорядкувати цей хаос, здавалася сміховинною… На якомусь рівні натовпи внизу раділи ілюзії». Чімаманда Нґозі Адічі та Елі Стоколс у своїх рецензіях назвали цю реакцію «скептичною». А ще Обама згадав, як, отримавши телефонний дзвінок рано вранці, повідомив цю новину Першій леді, а вона відповіла «це чудово, милий», і потім знову поринула в сон. Аналізуючи цю відповідь, Адічі зазначила, що Обама «вважає свій публічний імідж надто роздутим; він пробиває шпильками повітряні кульки власного гайпу».

#### Об'єднані Нації
У книжці Обама зазначає: «У розпал холодної війни майже не було шансів досягти консенсусу, тому ООН залишалася бездіяльною коли радянські танки в'їжджали до Угорщини а американські літаки скидали напалм на в'єтнамські села. Навіть після холодної війни розбіжності всередині Ради Безпеки заважали ООН розв'язувати проблеми. Її державам-членам не вистачало ні засобів, ні колективної волі щоб перебудувати неспроможні держави, як-от Сомалі, або запобігти етнічній різанині в місцях на кшталт Шрі-Ланки».

## Прийняття
За даними вебсайту-агрегатора рецензій на книги Book Marks, «Земля обітована» отримала схвальні відгуки. З 33-х зібраних рецензій 12 потрапили до категорії «захопливі», 16 — «позитивні» і 5 — «змішані».

### Схвальні відгуки

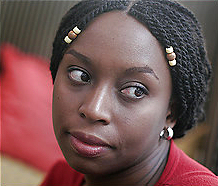
Нігерійська письменниця Чімаманда Нґозі Адічі похвалила Обамину прозу і подробиці в книжці, які виправдовують її розмір.

Починаючи свій огляд, опублікований на першій шпальті The New York Times Book Review за 29 листопада 2020 року, Чімаманда Нґозі Адічі пише, що Обама «просто блискучий письменник», і твердить, що «ця книжка не просто зовсім не нудна, як можна було б очікувати від розлогих мемуарів і навіть їм пробачити, а навпаки її майже завжди читаєш із задоволенням, речення за реченням, проза подекуди пречудова, подробиці виразні та яскраві». Publishers Weekly опублікував огляд, в якому написано, що Обама «подає надзвичайно інтроспективну хроніку свого шляху до Білого дому та перших двох з половиною років на посаді», а наприкінці сказано: «Цей цінний твір перевершує всі інші численні постмортеми президентів». Довідка про книгу в Kirkus Reviews містить такий короткий опис: «Висококласні політичні мемуари та серйозне тренування з практичної політики для кожного читача». Волтер Клеменс написав рецензію в New York Journal of Books, яка починається словами «[кожне] речення в цій книжці заслуговує на те, щоб його цінували та насолоджувалися ним», а завершується так: «Кожному, хто хоче зрозуміти Америку на початку 21 століття, слід прочитати цю книгу, або послухати її аудіоверсію, яку начитав сам колишній президент». У рецензії для The Times Literary Supplement Ерік Фонер пише, що книжка «елегантно написана» і «безперечно належить до найбільш разючих внесків у цей малий жанр», а далі зазначає: «Як талановитий письменник він підтримує інтерес читача впродовж понад 700 сторінок».
Лаура Міллер у рецензії для журналу Slate пише, що книжку «читати саме задоволення завдяки інтелектові, незворушності й теплоті її автора — від його щирого захоплення своєю родиною, де панує здорова атмосфера, до оприявненої симпатії до людей, які працювали на нього та з ним, особливо на початках». У рецензії в журналі Time сказано: «Обама вміє розповісти цікаву історію» і що «його проникнення в суть думок, які він мав під час найзначніших моментів свого президентства, є нагадуванням про його глибокодумність». Далі в огляді написано: «від початку до кінця „Земля обітована“ є нагадуванням про наратив, який Обама формулював під час своєї кар'єри».
Інші огляди з'явилися в The Wall Street Journal, The Financial Times, Entertainment Weekly, Esquire, і Oprah Magazine. Кілька британських газет, зокрема The Times, The Observer і The Independent, також опублікували рецензії на книжку. Серед інших інформаційних агентств її також рецензували The Boston Globe і NPR.

### Критичні відгуки
У своїй рецензії Чімаманда Нґозі Адічі критикує Обаму за його постійне «небажання слави», пишучи: «Хочеться сказати у відповідь: „Слухай-но, визнай вже й трохи власні заслуги!“». Адічі також зазначає, що Обама схильний до надмірної самокритичності, яку вона називає «темнішою за самосвідомість, але не такою темною, як ненависть до себе» . А ще вона зазначає, що надзвичайна самосвідомість могла сприяти його «здоровій людяності» та «непідробній щедрості», зокрема і його схвальним словам на адресу оточення. А далі пише: «І все ж, попри всю його безжалісну самооцінку, у книжці майже немає того, що притаманне найкращим мемуарам: справжнього саморозкриття». Причиною цього Адічі вважає відсторонений стиль Обами: «здається, ніби через його недовіру до перебільшених емоцій, емоції самі собою придушуються». Далі вона каже, що найкращі фрагменти мемуарів — це несподівані «пліткарські» вставки.
В журналі Slate від 20 листопада 2020 року Лаура Міллер підсумовує перші рецензії на книжку, твердячи, що вона «варта захоплення, але, залежно від поглядів оглядачів, недостатньо інтимна, позбавлена расового обурення або ж трішки похмура». Крім того, Міллер зазначила, що багато критиків книжки скаржилися на її розмір, а це ж тільки перший з кількох томів. За її словами, книжка має тенденцію надавати «як дехто вважає, надлишок довідкової інформації» при описі ситуацій і протоколів. Далі в цьому огляді зазначено, що багато пояснень можна сприймати як «корективні» для «досвідченого спостерігача за виконавчою владою», що, як припускає Міллер, «часто є тією людиною, яку просять висловитись щодо такої книги».

### Нагороди
З-поміж інших визнань книжка здобула нагороду Goodreads Choice Awards 2020 за найкращі мемуари та автобіографію. The New York Times Book Review назвала її однією з «10 найкращих книжок 2020 року», The Washington Post — однією з «50 видатних нехудожніх творів 2020 року», The Guardian — однією з «Найкращих книжок про політику» 2020 року", а Marie Claire — однією з «Найкращих політичних книжок 2020 року».

## Публікація
Книжка вийшла друком 17 листопада 2020 року, невдовзі після національних виборів, у твердій палітурці, цифровому форматі та аудіокнижкою. Мемуари-бестселер опублікувало видавництво Crown Publishing Group у Сполучених Штатах і Канаді, а Viking Press — видавець в інших англомовних країнах. Крім того, Penguin, материнська компанія Viking і Crown, переклала книжку понад двадцятьма мовами.

### Продажі
Книга була бестселером за версією New York Times три тижні поспіль — до 6 грудня 2020 року, до 13 грудня 2020 року та до 20 грудня 2020 року і в цей час була загальним лідером продажів за даними журналу Publishers Weekly. Спочатку книжку надрукували накладом 3,4 млн копій у США та Канаді, а для міжнародних читачів — 2,5 млн. New York Times назвала книжку «майже напевне» лідером продажів року. 18 листопада видавництво Penguin Books повідомило, що за перший день книжка розійшлася тиражем 887 тис. примірників у Сполучених Штатах і Канаді, перевершивши попередній рекорд, встановлений книжкою дружини Барака Обами Мішель Обами Становлення 2018 року — 725 тис. за перший день. Станом на 24 листопада 2020 року було продано понад 1,7 млн примірників книжки у Північній Америці, і це новий рекорд продажів президентських мемуарів за перший тиждень. Через високий попит початковий тираж у 3,4 млн копій збільшили до 4,3 млн. Перші 3,3 млн одиниць книги було продано за перший місяць, і 16 грудня 2020 року ABC News прокоментували, що вона «ось-ось стане найпродаванішими президентськими мемуарами сучасності».
Повна версія аудіокнижки, тривалістю 28 годин і 10 хвилин, яку читає сам Обама, доступна на Audible. Це треті президентські мемуари, зачитані власне автором, попередні — «Щоденник Білого дому» Джиммі Картера та «Ключові рішення» Джорджа Буша.

## Український переклад
В українському перекладі книжка вийшла 2022 року у видавництві BookChef. Перекладач — Олександр Дем'янчук.